# Ján Vencko
Ján Vencko (Venczkó János; Savnik, 1869. november 12. – Savnik, 1957. április 16.) plébános, történész, amatőr régész.
Poznanie minulosti popraj Vám sily k vybojovaniu lepšej budúcnosti! (A múlt ismerete adjon erőt a jobb jövő kiharcolásához!)

## Élete
1882-1887 között a rozsnyói és a lőcsei gimnáziumban tanult. Később teológiát tanult, majd 1893-ban Szepeshelyen pappá szentelték. 1893-ban káplán lett Hibbén, 1894-ben Nagyfalun, 1897-ben Hernádfalun, ahol gümőkórt (tuberkulózis) kapott. 1898-1902 között otthon Savnikban gyógyult. 1902-től Szepesmindszenten volt káplán, majd Szlatvin plébánosa lett. 1905-1952 között Szepesmindszent plébánosa. 1924-ben a Jézus Szívének szentelte plébániáját. Gyarapította a helyi Szent Adalbert Egylet (Spolok sv. Vojtecha) tagságát. 1935-ben egyházi zsinati bíró és konzultor. Szepesmindszenten nyugszik.
Gyógyulása során ébredt fel benne a történelem és régészet iránti érdeklődés. Rendezte a savniki ciszterci apátság levéltárát. Az apátság történetének feldolgozásával megmentette azt az utókornak, mivel 1950-ben a rendek feloszlatásával a levéltár megsemmisült. A Szepesség történetével foglalkozott, kutatott a Csáky család mindszenti levéltárában és megírta a szepesi vár környékének történetét is. Az 1831-es parasztfelkeléssel és Simonides János jezsuita vértanú boldoggáavatásával foglalkozott. 1909-ben a mindszenti templomban értékes freskókat talált. Az általa lelt régészeti leleteket a szepeshelyi egyházmegyei múzeumnak ajándékozta, ezek azonban szintén megsemmisültek a szeminárium megszüntetésekor. Pomológiával és méhészettel is foglalkozott.
1895-től a Szepesmegyei Történelmi Társulat tagja. Hagyatéka a Lőcsei Levéltárban található. Álnevei: Štiavnický, Vencko, Ján.

## Emlékezete
- Emléktábla a szülőházán[5] és a plébánián

## Művei
- 1927/2004 Dejiny štiavnického opátstva na Spiši. Ružomberok.[6]
- 1941 Dejiny okolia Spišského hradu.

A Katolícké noviny, a Duchovný pastier, a Kultúra folyóiratokban és másutt publikált.